# Saint-Paul-le-Gaultier
Saint-Paul-le-Gaultier är en kommun i departementet Sarthe i regionen Pays de la Loire i nordvästra Frankrike. Kommunen ligger i kantonen Fresnay-sur-Sarthe som tillhör arrondissementet Mamers. År 2022 hade Saint-Paul-le-Gaultier 276 invånare.

## Befolkningsutveckling
Antalet invånare i kommunen Saint-Paul-le-Gaultier
| Referens: INSEE |